# Daming
Daming (chinesisch 大名縣 / 大名县, Pinyin Dàmíng Xiàn) ist ein chinesischer Kreis der bezirksfreien Stadt Handan im Süden der Provinz Hebei. Er hat eine Fläche von 1.055 km² und zählt 767.035 Einwohner (Stand: Zensus 2010).
Die Stätte der alten Stadt Damingfu (Daming fu gucheng 大名府故城) und die Wuliji-Tafel (Wuliji bei 五礼记碑) stehen seit 2006 auf der Liste der Denkmäler der Volksrepublik China.